# Erysimum korabense
Erysimum korabense är en korsblommig växtart som beskrevs av Jenő Béla Kümmerle och Jáv.
Erysimum korabense ingår i släktet kårlar, och familjen korsblommiga växter. Inga underarter finns listade i Catalogue of Life.